# 北澤晃
北澤 晃（きたざわ あきら、1959年 - 2024年1月21日）は、日本の教育学者（教育学博士）。元富山福祉短期大学学長。富山福祉短期大学名誉教授。臨床美術士1級。長野県出身。

## 経歴
- 都留文科大学卒業。
- 地元長野県で、23年間小学校・中学校の教員を務める。
- 2000年に上越教育大学大学院学校教育研究科修了。
- 2006年に兵庫教育大学大学院連合学校教育学研究科修了し、博士(学校教育学)を取得。
- 2024年1月21日に死去[1]。

## 著書
- 『造形遊びの相互行為分析―他者との交流の世界を開く意味生成カウンセリング』（せせらぎ出版、2007年）
- 『未来をひらく自己物語―書くことによるナラティヴ・アプローチ』（せせらぎ出版、2011年）